# Ramon Casas i Carbó
Ramon Casas i Carbó   (Barcelona, 4 de gener de 1866 - Barcelona, 29 de febrer de 1932) fou un pintor, dibuixant i cartellista vinculat a l'impressionisme i un dels impulsors del modernisme català. És un dels pintors més reconeguts de la primera generació modernista i, juntament amb Santiago Rusiñol, membres de la bohèmia daurada, l'impulsor de la renovació de la pintura catalana de finals del segle xix. Amb tan sols 15 anys, va iniciar una estada a París per ampliar la seva formació, que es va prolongar tres anys. Cal destacar els seus dots per a la pintura i per al dibuix, així com la seva capacitat per a conrear amb el mateix èxit el paisatge i el retrat, si bé va ser aquest darrer gènere el que li va proporcionar un major reconeixement i el va consagrar com el retratista més cobejat per la burgesia barcelonina. Entre la seva obra, excel·leix la galeria de retrats al carbó de personalitats del món de la cultura i la política. També va guanyar nombrosos premis en els concursos de cartells i les seves obres van fer-se molt populars. Els de l'Anís del Mono, els Cigarrillos París, el cava Codorniu, el d'Autogaratge Central, poden citar-se entre els seus més coneguts, així com els que realitzà per anunciar Pèl i Ploma, Forma, Hispània, etc.

## Biografia
Fill de Ramon Casas i Gatell, un indià de Torredembarra que havia fet fortuna a Cuba, i Elisa Carbó i Ferrer, filla del també indià Pere Carbó i Rovira, nasqué el 1866 al domicili familiar del carrer Nou de Sant Francesc, 11-13.
Als 11 anys mostrava poc d'interès pels estudis i, atesa la seva habilitat per a dibuixar, va començar a rebre classes de dibuix a l'estudi de Joan Vicens (1820-1886), un reconegut retratista que havia cursat estudis a l'Escola de la Llotja. L'any 1881 començà a col·laborar en diferents revistes, començant per L'Avenç, de la qual és cofundador i hi publica per primera vegada, el 9 d'octubre, un dibuix: Record d'altre temps, un detall del claustre de Sant Benet de Bages.
Aquell mateix mes, Casas va emprendre el primer viatge a París, acompanyat de dos cosins seus, Miquel Carbó i Joaquim Casas i Carbó i es va instal·lar a la rue Lourcine. A la capital francesa, va assistir a classes al taller del pintor Carolus-Duran, pintor influït en aquella època per Manet, en companyia d'Eugène Carrière, Maurice Lobre i Puis de Chavannes i, tal com reflecteix el carnet en què anotava les seves despeses, es va aficionar a freqüentar cafès nocturns i exposicions d'art i al consum del tabac. En aquella època, va pintar Autoretrat vestit de flamenc, admès al Saló de 1883.
Posteriorment, va tornar a Barcelona, on va participar en l'exposició que la sala Parés realitzava cada quinze dies amb un paisatge titulat Sant Hilari. Va ser aquest mateix any que va conèixer Santiago Rusiñol, amb qui va mantenir una gran amistat durant la resta de la seva vida.
Dedicà un temps a viatjar per tota la península. A Granada, amb Laureà Barrau, va coincidir amb el pintor anglès Tom Roberts, de qui pintà el retrat. A Granada mateix, el pintor va descobrir un gran interès pel tipisme andalús i va enviar al primer Salon des Champs-Elysées la seva obra Autoretrat vestit de flamenc, que més tard es va exhibir a la sala Parés sota el títol El xulo. Així, el mes de gener de 1884 va enviar a la sala Parés un dibuix titulat Cursa de braus, amb què començava un seguit d'obres centrades en la tauromàquia, una temàtica que era del gust dels parisencs i que va protagonitzar la seva obra durant uns anys. El mes de març va tornar a Barcelona i el 1885 es va traslladar de nou a París, on va visitar amb regularitat l'Acadèmia Gervex, on va coincidir amb altres pintors com Rusiñol.
Durant la seva estada a Madrid estudià els clàssics del Museu del Prado. El 1890 tornà a París amb Santiago Rusiñol, Miquel Utrillo i Ignacio Zuloaga i es va establir al barri de Montmartre. Entre 1890 i 1892 va il·lustrar els articles que Santiago Rusiñol enviava a La Vanguardia en la sèrie que va titular Desde el Molino, en una clara al·lusió al Moulin de la Galette, on tots dos residien; articles i dibuixos van ser aplegats el 1894 per Rusiñol en el llibre titulat Desde el Molino, publicat per La Vanguardia en la sèrie amb què obsequiava els seus subscriptors. En aquesta època pintà obres com Plein air (1891, MNAC) i Bal du Moulin de la Galette (1890-1891, Museu del Cau Ferrat) entre altres obres, en les quals es noten influències de Toulouse-Lautrec, Steinlen i Forain.
A partir de 1889 va exposar anualment a la sala Parés de Barcelona, encara que en un principi sense gaire èxit per la quotidianitat dels seus temes; així i tot, continuà pintant quadres com Garrot vil, La càrrega, Ball de tarda, Processó de Santa Maria del Mar, etc. El seu estil combinava hàbilment uns tons vius en un entorn grisenc amb el detall suau o el sintetisme a l'hora de dibuixar grans gernacions. També fou un dels fundadors del cafè Els Quatre Gats (1897-1903), on se suposa que conegué el seu futur mecenes William Deering i el seu fill Charles Deering. De mica en mica, es va anar convertint en un dels pintors més cobejats per la societat burgesa barcelonina de l'època, que se'n disputava els retrats.
El 1898 començà a publicar la revista d'art Els Quatre Gats, substituïda un any després per Pèl & Ploma i que amb posterioritat fou substituïda per Forma. La premsa li serví per al seu vessant de dibuixant i per a compaginar amb el cartellisme: en són un exemple les obres Cartell de la revista Pèl i Ploma, i l'Esbós per a l'anunci de l'Anís del mono, que es troben en el Museu Abelló, de Mollet del Vallès. És especialment destacable la seva col·lecció de vora els dos centenars de retrats al carbó d'intel·lectuals i personatges d'aquells anys, com Unamuno, Azorín, Granados, Sorolla, Zuloaga, i Albéniz.
El 1899 entrà en la Societat Internacional de Pintura. Altres obres seves són la decoració del fumador del Cercle del Liceu de Barcelona, el retrat eqüestre d'Alfons XIII, la restauració del claustre romànic de Sant Benet de Bages i una àmplia col·lecció de retrats de figures europees i americanes.
El 1909, donà una col·lecció de dos-cents retrats al carbó de personatges del món cultural, polític, econòmic i social de Catalunya, de la resta de l'estat i de l'estranger.
El 1910 pinta L'enterrament de Raimon Casellas arran del suïcidi d'aquest crític d'art i gran amic del pintor.
El 10 de novembre de 1912 morí la seva mare, Elisa Carbó, i heretà el monestir de Sant Benet de Bages i l'illa del passatge de Santa Eulàlia, conjuntament amb les seves germanes Montserrat i Elisa. El 1922 es casà amb la seva model Júlia Peraire i Ricarte, cunyada del filòsof i polític Jaume Serra i Húnter.

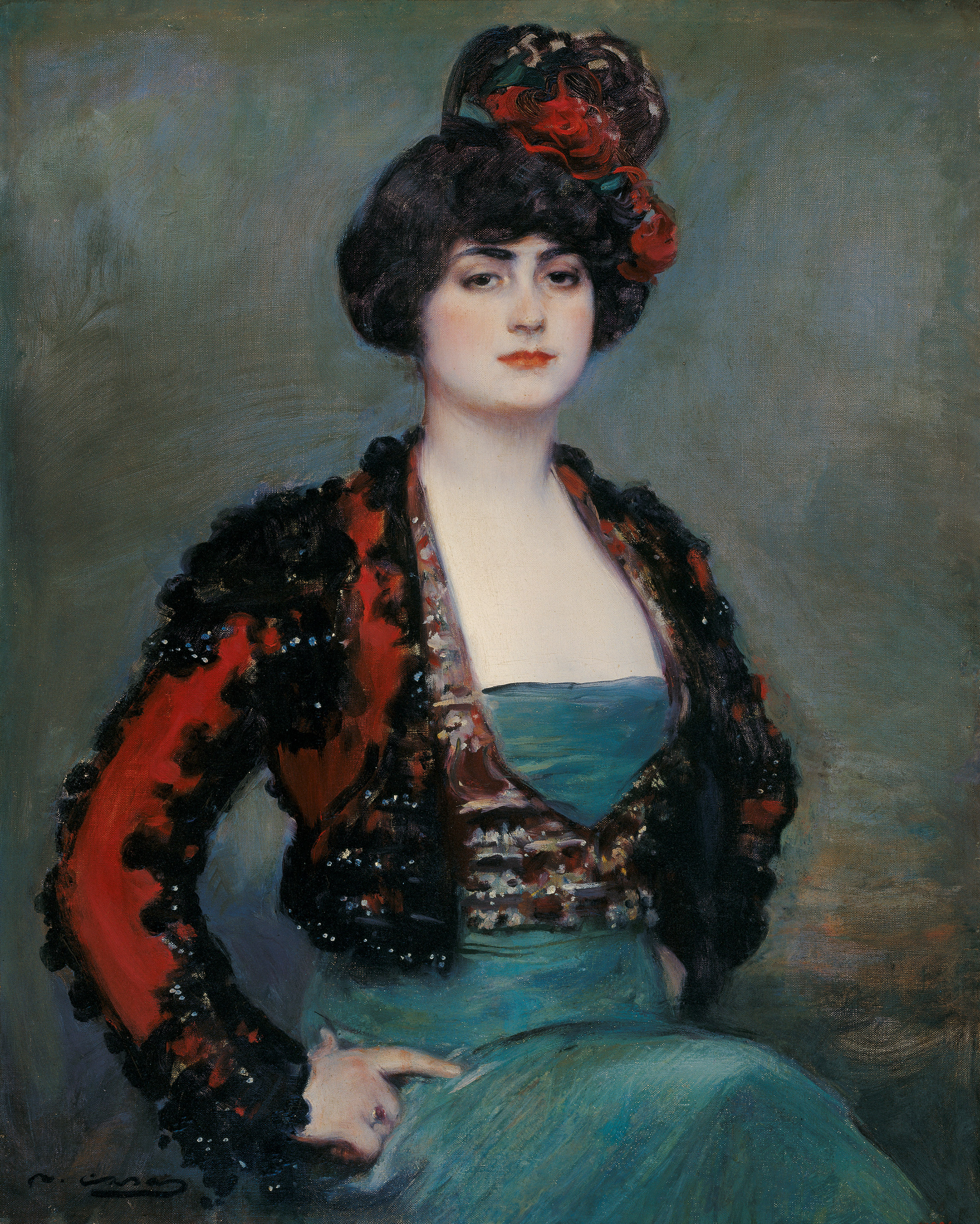
Julia (1915). Museu Carmen Thyssen de Màlaga

Casas i Rusiñol, molt vinculats amb l'Escola luminista de Sitges, van ser els impulsors de les festes modernistes de Sitges, portades a terme al Cau Ferrat, i contribuïren d'aquesta manera al renom d'aquesta població i al seu turisme.
El 29 de febrer de 1932 morí de tuberculosi a la seva casa del carrer Descartes, núm. 1, de Barcelona. Està enterrat al Cementiri de Montjuïc a Barcelona.

## El mestre del cartell català
Es podria dir que en el cartell es troba una de les formes més típiques de la comunicació visual: el seu missatge, la seva informació, han d'entrar visualment, captar-se al moment. La lectura global del cartell ha de fer comprensible tot el seu significat. El text escrit es reduirà a l'imprescindible (un nom, una frase breu, una adreça); la resta de la informació, l'ha de donar la imatge. Imatge en el sentit més ampli, ja que algunes vegades pot consistir en un signe, un color, o la distribució tipogràfica d'un text.
Juntament amb Alexandre de Riquer, se'l considera el pioner i mestre del cartell a Catalunya.
Els seus primers cartells, els farà per a la taverna d'Els Quatre Gats (lloc on es reunien els artistes del segle xix).
Una de les singularitats del cartellisme a Catalunya que demostra la intel·ligència dels empresaris catalans és que l'empresari no va directament a una empresa a encarregar el cartell per promocionar el que sigui sinó que posen en marxa un concurs públic en què fan una crida pel cartell que ha de promocionar el seu producte.
Els seus cartells responen a un corrent inspirat en la producció d'Henri de Toulouse-Lautrec.

## Història del cartellisme de Ramon Casas
- L'any 1897, Casas va treballar en equip amb un altre dels mestres del cartellisme: Miquel Utrillo; junts van elaborar el cartell per a les “ombres xineses” de la taverna dels Quatre gats. Aquest primer cartell mostrava el perfil segur de la dona al primer terme, i la colla d'amics asseguts al fons; té el caràcter dels cartells moderns. Es troba recarregat respecte als cartells moderns, i a la composició li faltava simplicitat.

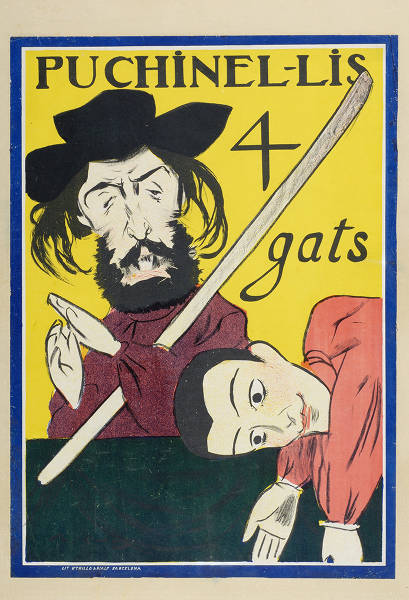
Cartell per als Putxinel·lis dels Quatre Gats, 1899

- L'any 1898 Casas se'n surt realment amb els cartells moderns, és a dir, els cartells destinats a la publicitat de productes industrials i no industrials. El mateix any, Vicenç Bosch organitza un concurs de cartells de publicitat del seu Anís del mono i Casas fou el guanyador del primer premi. Els cartells de l'Anís del mono demostren que Casas va ser un dels primers artistes a comprendre l'art del cartell i el que havia de ser el cartell publicitari. En aquest cartell, s'aprecia la senzilla composició, però, que no manca de gràcia i d'agilitat per l'ample arabesc del xal de la dona. A més a més, dona al cartell un caràcter plenament espanyol, que influeix en el seu èxit no tan sols a Espanya sinó també a l'estranger. El text d'aquest cartell és curt i clar, gran i molt llegible, com és adient per a qualsevol anunci publicitari. Casas també realitza els projectes de xampany Codorniu, encara que són poc coneguts, ja que no van ser impresos. En el mateix any 1898 va realitzar el primer cartell apaïsat per a l'establiment industrial de M. Fuster. En aquest cartell, es podia apreciar una vista esquemàtica d'una fàbrica, i a la dreta d'aquesta, la figura femenina que era imprescindible per als cartells modernistes.

- El 1899, Casas realitza un cartell per als putxinel·lis dels Quatre Gats en el qual ens ofereix que el mateix Pere Romeu (propietari) és representat com un titella caricaturesc, i l'altre personatge és Miquel Utrillo. Seguidament, realitza una sèrie de cartells que van destinats a anunciar les revistes que finança i il·lustra: dos per a Pèl i Ploma, un altre per a Forma i uns altres dos per a revistes amb què no està tan lligat, que són Hispània i La Vida Literària. En els cartells realitzats per Casas, normalment hi apareix la silueta duna dona, la qual sembla que no hi pot faltar.
- Uns dels seus treballs posteriors i famosos de 1900 i 1901 van ser Cigarrillos de París, concurs organitzat per l'industrial català establert a Buenos aires, i l'altre Sanatori de sifilítics del Dr. Abreu. El 1901, Casas realitza un altre cartell per Autogaraje Central, en el qual fa constar els punts febles de “l'esportsman”: l'automòbil i la dona.

- Ramon Casas dibuixa el seu primer cartell imaginari el 1902 París-Madrid, en què trobem altre cop la figura femenina. Aquest tipus de cartell, però, no va arrelar. Aquest mateix any, Casas compon un cartell de tipologia clàssica, destinat a la mostra Antiquarium Artium Barcinonensis Exhibition.

- El 1904, en realitza un altre de caràcter comercial per a l'Agència d'Inquilinats de Barcelona.[11]

## Els concursos
Els concursos van ser fonamentals per al desenvolupament del cartell a Catalunya, ja que són l'element impulsor del cartellisme.
Anís del mono (1898)
La mona de l'Anís del mono va existir. A la fàbrica, situada a Badalona, hi tenien una mona dins d'una gàbia. L'exportació d'aiguardents va ser una de les activitats clau de la Renaixença català dels segles XVIII i xix. Es van començar a crear marques i es distingien pel nom i per l'ampolla. L'Anís del mono va ser fundat el 1869 pels germans Bosch i Grau. Aquests van ser els qui van tenir la genial idea d'utilitzar una ampolla de vidre semblant al model d'un envàs de perfum que un d'ells va comprar a París per regalar-li a la seva dona. Aquest és el fet pel qual va començar el seu èxit, per la diferenciació. Moltes marques van seguir la pauta del seu anís com per exemple Anís del tigre, Anís del topo, Anís del sot, etc. La publicitat dels anissos va arribar a ser molt violenta (sobretot per part de l'Anís del tigre, ja que el seu logotip és un tigre atacant una mona).
El 3 de desembre del 1896 es va celebrar la primera exposició de cartells d'artistes estrangers, amb obres de Toulouse-Lautrec, Chéret, Hardy, Léfèvre, Price o Robertson, a la sala Parés. L'exposició va tenir un èxit espectacular i a partir d'aquell moment els industrials i els comerciants catalans van deixar de tenir recels respecte a l'ús del cartell. El 1897, també va ser un any importat per al cartell català i, a partir del 1898, el cartell ja estava en tots els carrers de la ciutat de Barcelona. A principis d'any, la premsa va publicar una convocatòria d'un concurs per anunciar l'Anís del mono, per iniciativa d'un dels seus propietaris, Vicente Bosch. El fet que un fabricant privat utilitzés un concurs públic per a donar publicitat al seu producte, va causar furor. Es van oferir tres premis: de 1.000, 500 i 250 pessetes. La reacció dels artistes va ser absoluta, exposant a la sala Parés de Barcelona 162 projectes de cartells, la majoria dels quals eren d'artistes catalans. El propietari va decidir actuar com a únic jutge i els premis els va repartir de la manera següent: 
- 1r premi: Ramon Casas
- 2n premi: Alexandre de Riquer
- 3r premi: Roig i Valentí

En veure l'alta qualitat dels cartells que havien presentat, es van concedir altres accèssits de 225 pts. cada un. Varen ser guanyats per Ramon Casas, Lluís Labarta, Miquel Utrillo i Jaume Borras i Dachs. Amb l'èxit obtingut en aquest concurs gràcies als seus tres projectes presentats, Ramon Casas es va col·locar al capdamunt del cartellisme català.
Es diu que la cara de la mona, en el cartell, podria simbolitzar Darwin; a més a més, en el cartell que porta la mona a la mà, hi posa: "Es el mejor. La ciencia lo dijo y yo no miento".
Codorniu (1898)
El setembre del 1898, es va convocar el segon concurs de cartells, organitzat per la indústria privada, celebrat per Manel Raventós per anunciar el seu cava Codorniu. Els premis van augmentar i aquesta vegada es tractava de cinc premis de 1.500, 500, 250, 200 i 100 pts, respectivament. El concurs va tenir lloc a Madrid, i a diferència del primer concurs es va triar un jurat qualificat per dictaminar els veredictes. Es varen presentar 173 projectes. Va haver-hi una mica de polèmica en el primer premi, ja que va ser pel valencià Tubila, decisió que va ser molt discutida. Però l'autèntic guanyador del concurs va ser Ramon Casas, que va presentar cartells com "Àmbar i Espuma" i "Lola Plumet", amb els quals va aconseguir-ne el segon premi i segon extraordinari. Els dos cartells han estat reimpresos modernament per la companyia.
Cigarrillos París (1901, 2n concurs)
L'any 1901 va aparèixer en la història del cartell el concurs anunciador dels Cigarrillos París de Buenos Aires, celebrat a l'octubre, però donat a conèixer al febrer pel seu propietari: l'industrial Manel Malagrida. Es tractava d'un concurs d'escala totalment internacional. Els premis concebuts eren realment molt elevats: vuit premis de 10.000, 5.000, 2.000, 1.000, 750 i 500 francs, i set accèssits de 250 francs. Es varen presentar un total de 555 projectes procedents de tots els països europeus, americans, i fins i tot d'algun punt d'Àsia. El resultat del concurs va ser el següent:
- 1r premi: Aleardo Villa (Itàlia)
- 2n premi: Leopoldo Metlicovitz (Itàlia)
- 3r premi: Ramon Casas (pel seu cartell "Cigarrillos París. Son los mejores").

El cartell de Ramon Casas no va aconseguir el primer premi perquè les lletres no estaven prou definides i la lectura no era tan fàcil i visual com la dels altres cartells guanyadors. Manuel Malagrida i Enric Casellas, propietaris de la fabrica, enviaren una carta a Ramon Casas, a la redacció de Pèl & Ploma informant que, ja que s'havia d'imprimir el cartell i que no hi havia temps, era impossible remetre l'original a Casas per fer-hi les modificacions que solucionin el defecte de la lletra. L'informaren que l'original havia estat traspassat a un artista reputat de Buenos Aires perquè millorés aquest aspecte. A la revista, es llegeix que Casas no es troba allí en aquells moments, però publiquen uns petits fragments de la carta on valoren la qualitat de l'obra: “...le diremos que ha sido desde el primer dia y continúa siendo nuestra favorita; pero convenimos también en que la parte accesoria, o sea, la inscripción no se adapta á las exigencias del cartel de réclame. Aquel "Cigarrillos París" queda confundido y casi imperceptible en el fondo gris del cartel. Lástima de letras que no sean más grandes y que la tinta no ofrezca un contraste bien marcado en el fondo del cartel...”.

## Pintura

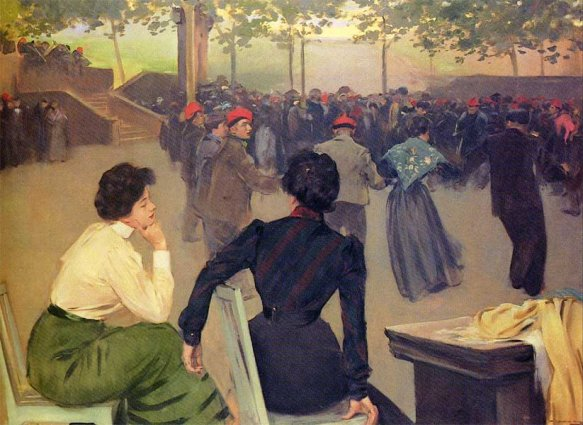
Sardanes a la font de Sant Roc a Olot, quadre pintat per Ramon Casas entre 1901-1902, actualment a la sala anomenada la Rotonda del Cercle del Liceu

Gràcies a la bona situació econòmica de la família de Casas, li va permetre deixar l'escola als onze anys per començar a cursar estudis en una escola d'art. Al cap d'uns anys d'haver treballat en L'Avenç, va marxar a París per seguir amb els seus estudis sota el guiatge de Carolus Duran.

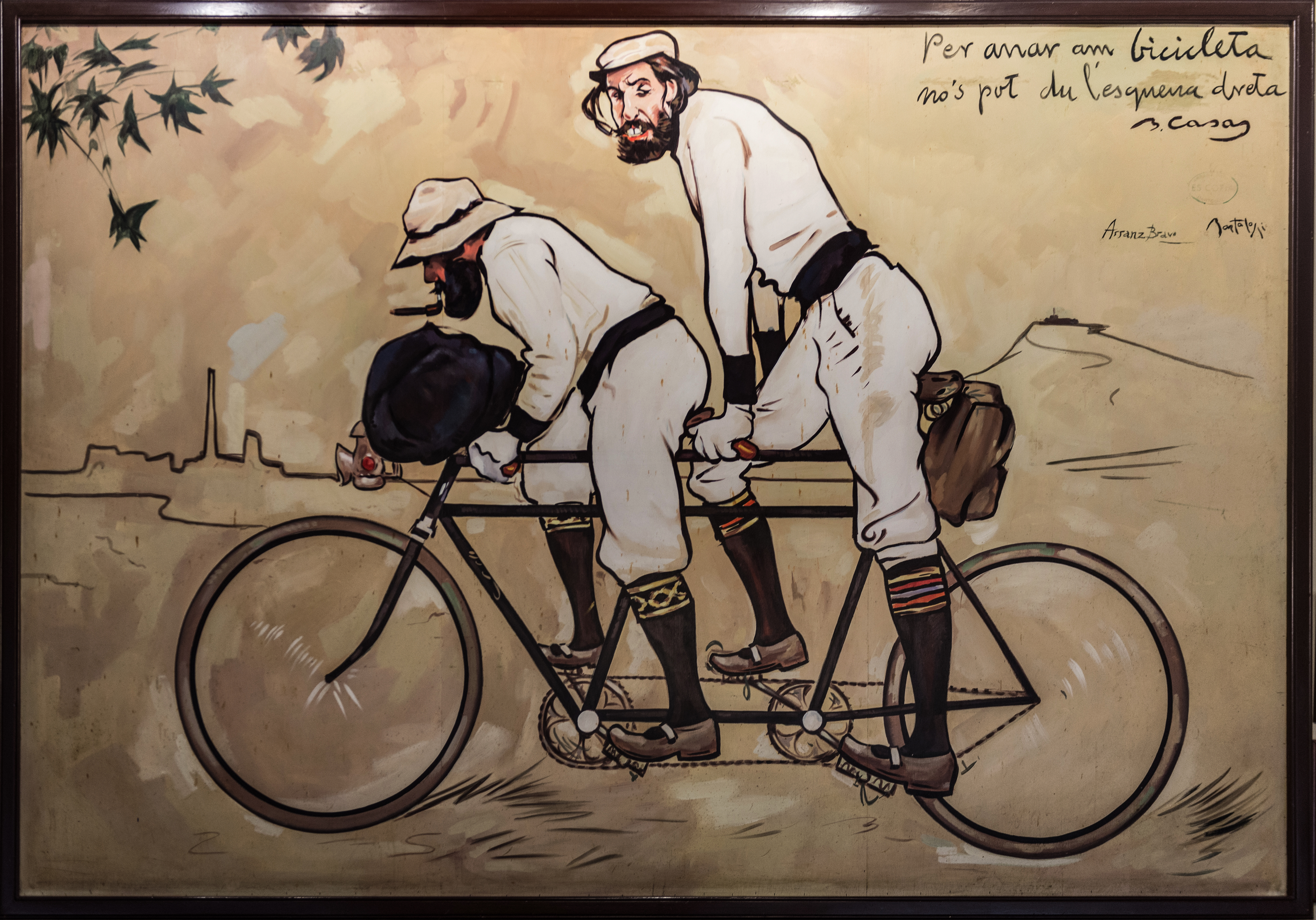
Fi de segle XIX era una pintura que originàriament es va col·locar a la cerveseria Els Quatre Gats. Popularment era coneguda com Ramon Casas i Pere Romeu en un tàndem

El talent de Ramon Casas va ser reconegut immediatament a França. La primera pintura que va destacar a París fou Autoretrat vestit de flamenc l'any 1883. Tots aquests mèrits li permeteren convertir-se en membre del famós i prestigiat Salon des Champs Elysées i de la Societé d'artistes Françaises ('Societat d'artistes francesos').

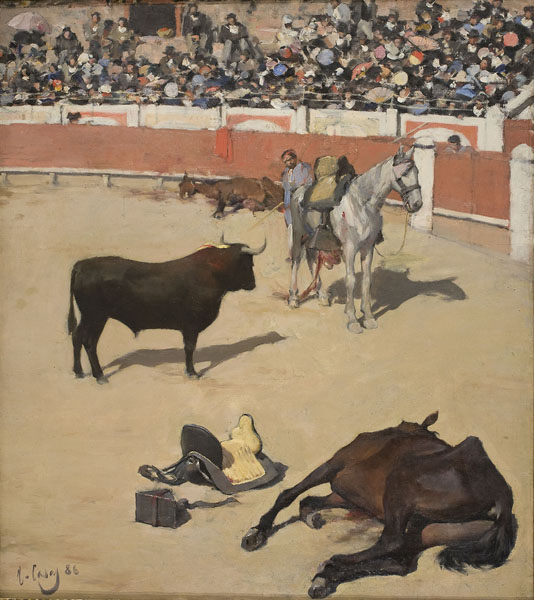
Un dels quadres pintats per Ramon Casas entre 1884-1885, en què es pot observar un alt grau de detalls en els espectadors i la multitud

Un aspecte que destacava de la pintura de Casas era els detalls amb què pintava gran part de les seves obres, sobretot en obres en què apareixien grans multituds; podem observar-ho en pintures com Sardanes a la font de Sant Roc i principalment en les obres on estampava places de toros (1884-1885).

## Obres

### Pintura
- Enric Borràs com a Manelic, oli sobre tela, 220x140 cm, Centre de Documentació i Museu de les Arts Escèniques
- Figures en el port, oli sobre tela, 81 × 143 cm, Museu Deu, El Vendrell
- Interior del Moulin de la Galette, oli sobre tela, MNAC[15]
- Interior a l'aire lliure, 160,5 x 121 cm, Barcelona, Col·lecció Carmen Thyssen-Bornemisza
- Autoretrat vestit de flamenc, oli sobre tela, 115 x 96.5 cm, Barcelona, MNAC, 1883[16]
- Cursa de braus, oli sobre tela, 53.7 x 72.4 cm, Barcelona, Museu de Montserrat, 1884
- Autoretrat vestit de bandoler, oli sobre tela, 100 x 81 cm, Barcelona, Museu de Montserrat, 1885
- Retrat de Montserrat Casas, oli sobre tela, 202 x 92 cm, Col·lecció Banco Hispano Americano, 1888
- Retrat d'Elisa Casas, oli sobre tela, 200 × 100 cm, col·lecció particular 1889
- Retratant-se, oli sobre tela, 59 x 73 cm, Sitges, Cau Ferrat, 1890
- La Vídua, oli sobre tela, 186 x 113 cm, Vilanova i la Geltrú, Biblioteca Museu Víctor Balaguer, 1890
- Club Nàutic de Barcelona, oli sobre tela, 100 x 140 cm, Barcelona, Museu de Montserrat, 1890 - 1891
- Domèstic domesticat, oli sobre tela, 42,2 x 32 cm, Barcelona, Museu de Montserrat, 1890
- Retrat de les senyoretes N. N., oli sobre tela, 220 × 160 cm, col·lecció particular, 1890
- Plein air, oli sobre tela, 115 x 82 cm, Barcelona, MNAC, 1891[17]
- Interior, oli sobre tela, 102 x 82 cm, Barcelona, MNAC, 1891[18]
- Sacré Cour, oli sobre tela, 67 x 55,5 cm, Barcelona, MNAC, 1891[19]
- Au Moulin de la Galette, oli sobre tela, 117 × 90 cm, Montserrat, Museu de Montserrat, 1892
- Ball al Moulin de la Galette, oli sobre tela, Sitges, Cau Ferrat, 1893
- Abans del bany, oli sobre tela, 72,5 × 60 cm, Montserrat, Museu de Montserrat, 1894
- Garrot vil, oli sobre tela, 127 x 166,2 cm, Madrid, Centro de Arte Reina Sofía, 1894
- Ball de tarda, oli sobre tela, 170 x 230 cm, Barcelona, Cercle del Liceu, 1896
- Processó de Santa Maria del Mar, oli sobre tela, Barcelona, MNAC, 1896[20]
- Ramon Casas i Pere Romeu en un tàndem, oli sobre tela, 191 x 215 cm, Barcelona, MNAC, 1897[21]
- La càrrega, oli sobre tela, 298 x 470.5 cm, Olot, Museu de la Garrotxa, 1899
- Jove decadent, oli sobre tela, 46,5 × 56 cm, París, Museu de Montserrat, 1899
- Toros (Estesa de cavalls), 73,7 x 64,8 cm, Barcelona, MNAC, 1886[22][23]
- Dama amb foulard vermell, Barcelona, Museu del Modernisme Català, c. 1901[24]
- La Mandra, oli sobre tela, 64,5 x 54 cm, MNAC, 1898-1900[25][26]
- Montmartre, oli sobre tela, 64 x 45 cm, Vilanova i la Geltrú, Biblioteca Museu Víctor Balaguer, 1890-1891

Obres destacades

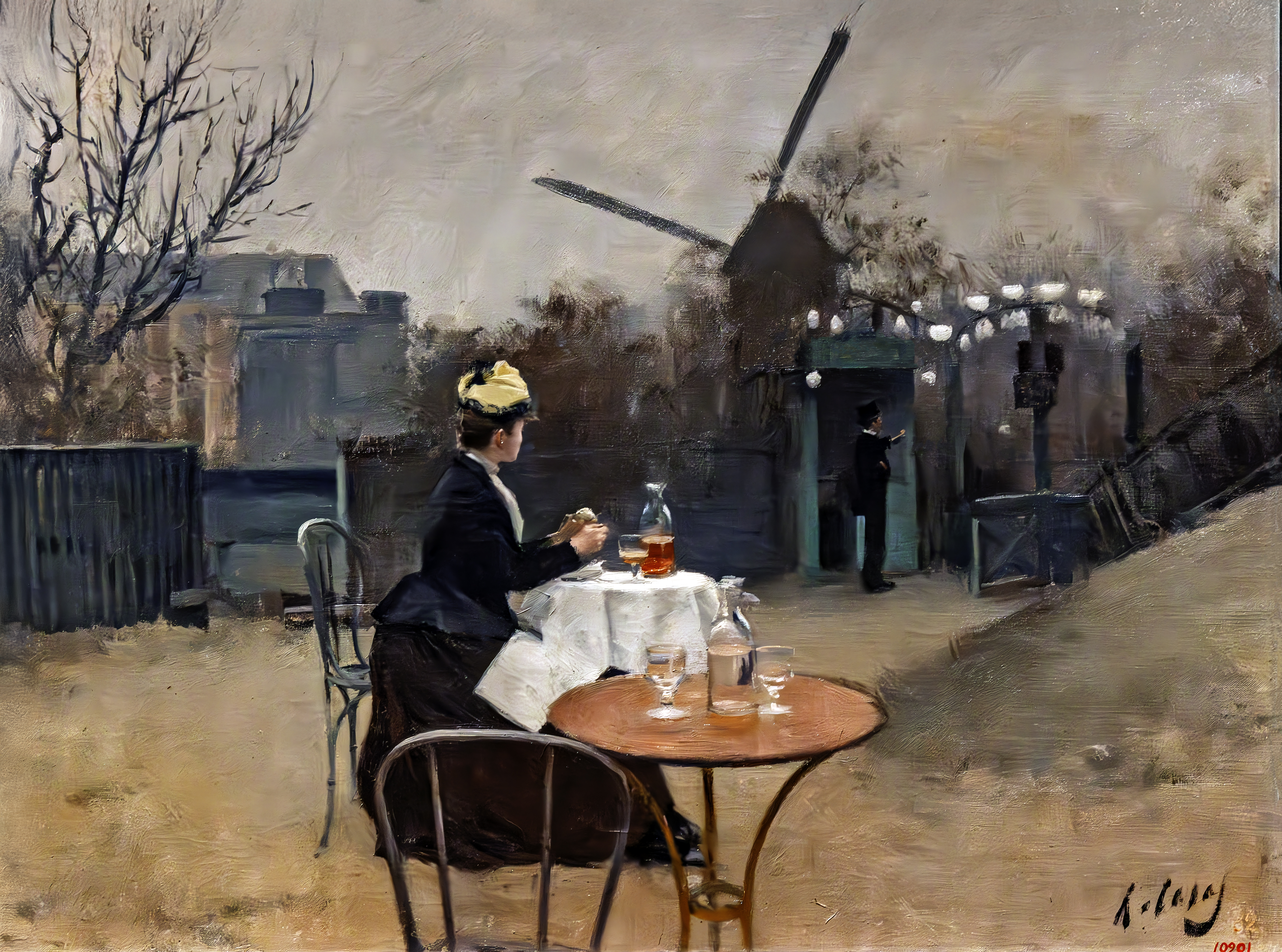
Plein air
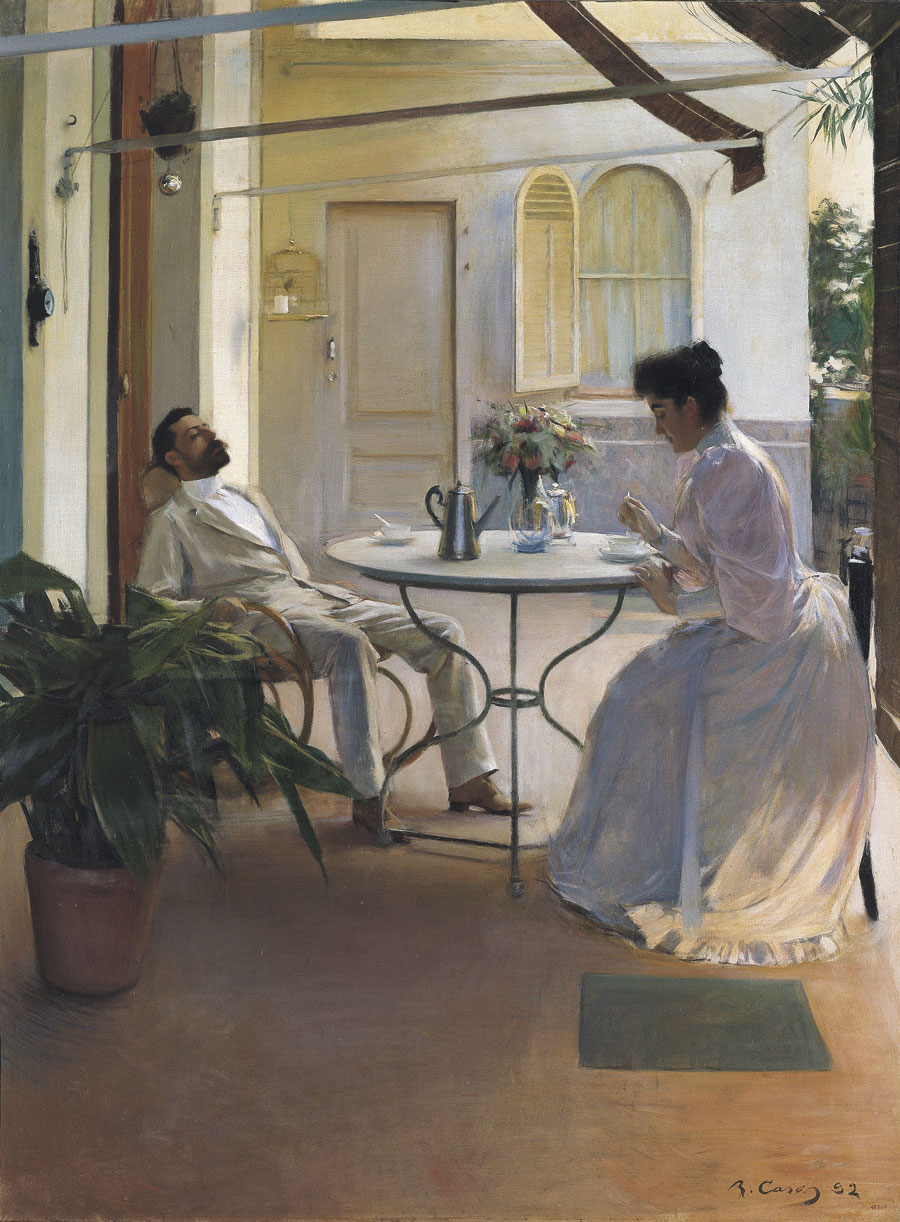
Interior a l'aire lliure
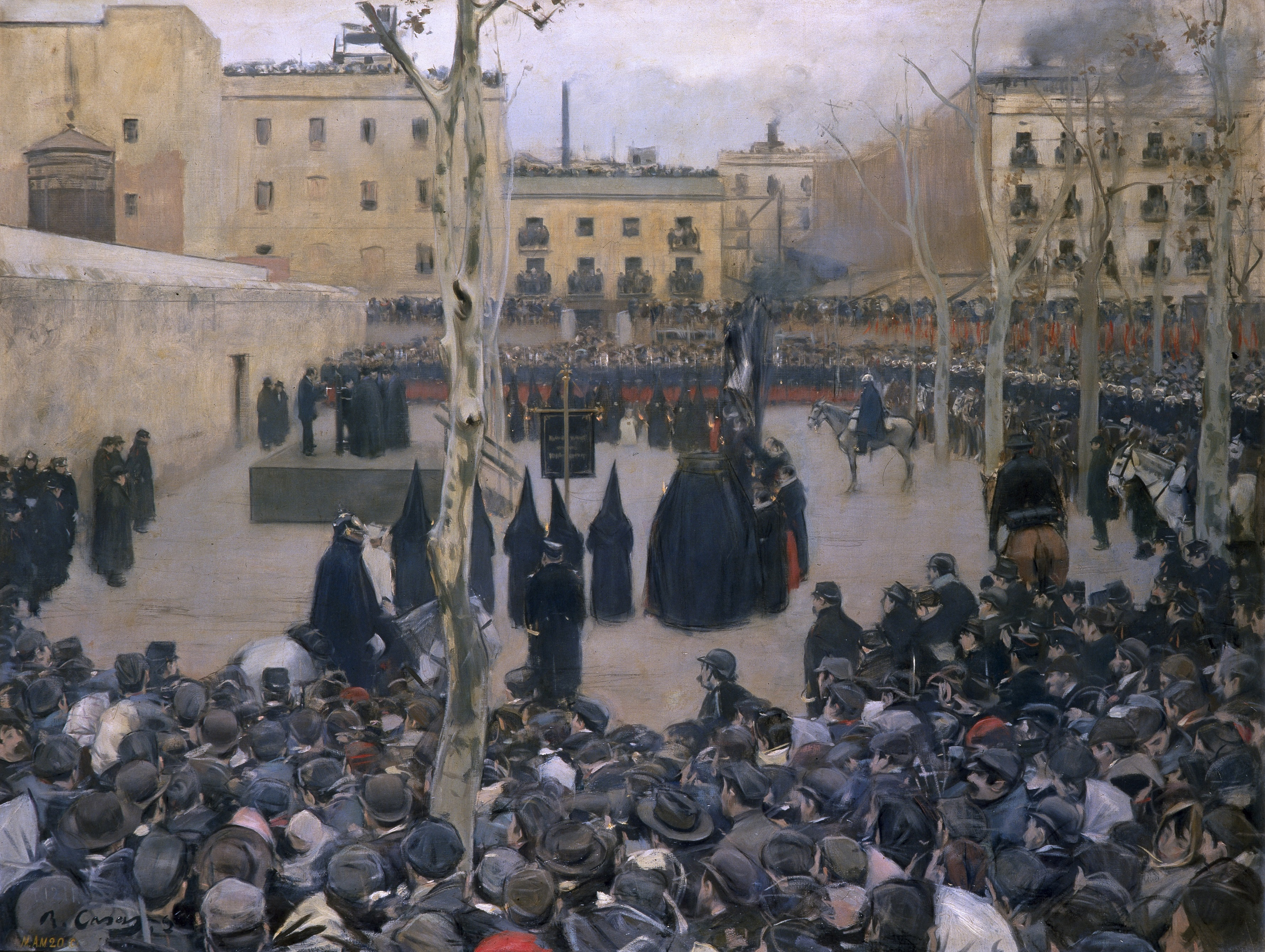
Garrot vil
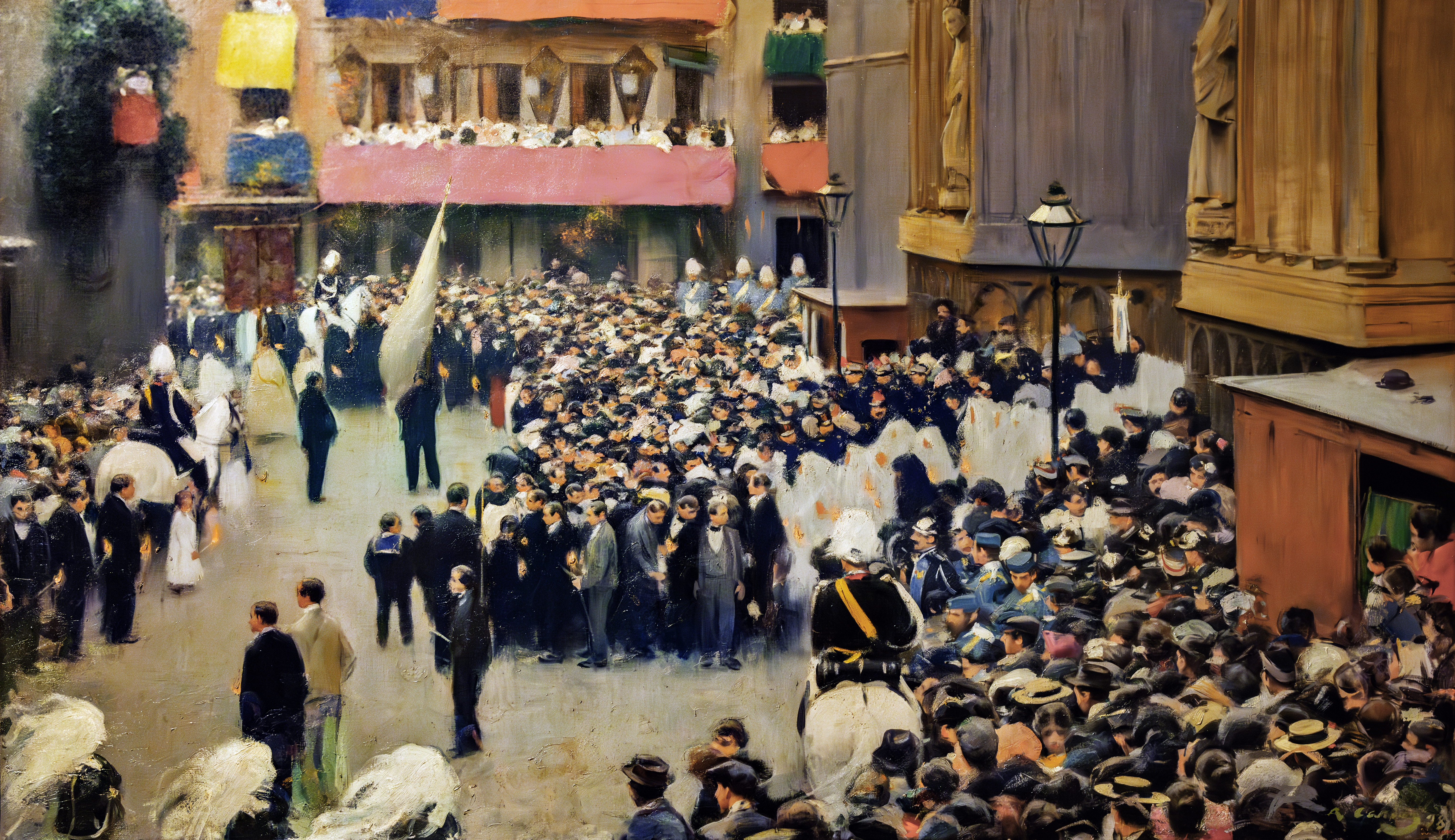
Sortida de la processó del Corpus de l'església de Santa Maria
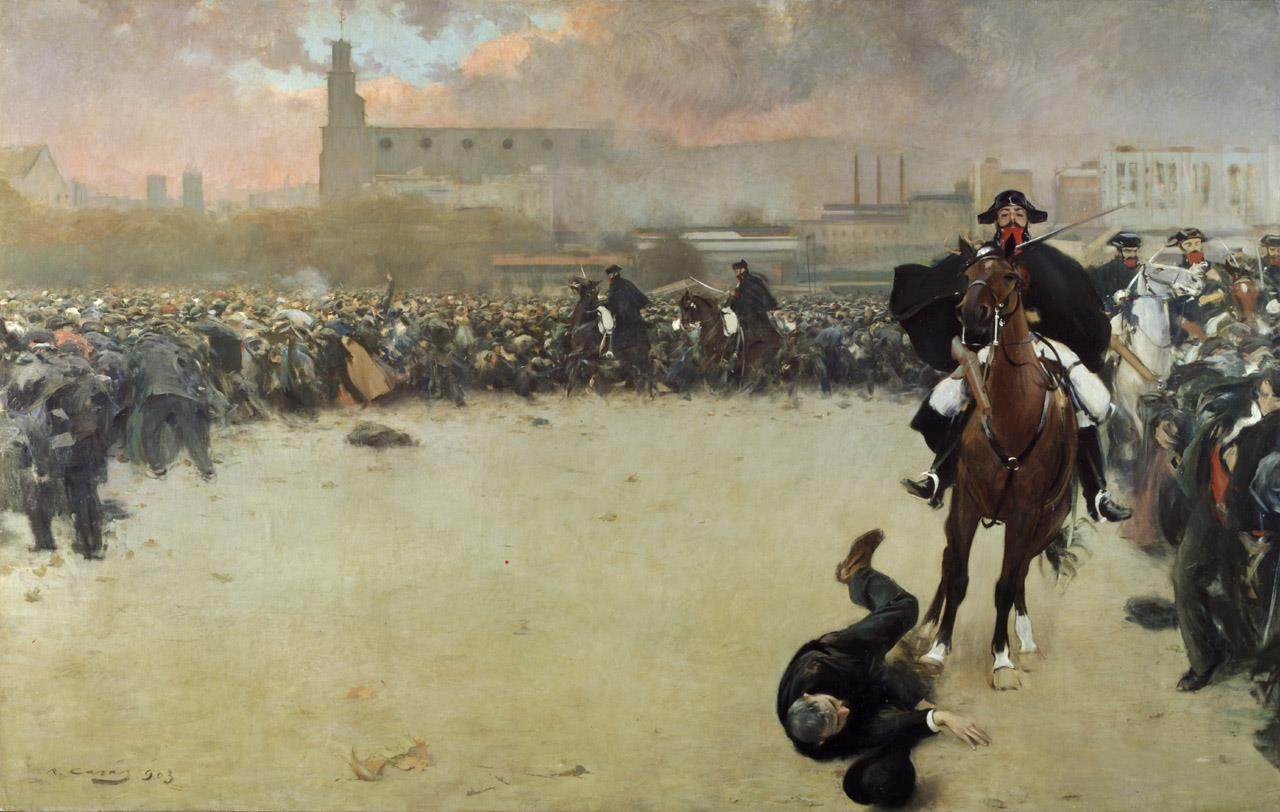
La càrrega
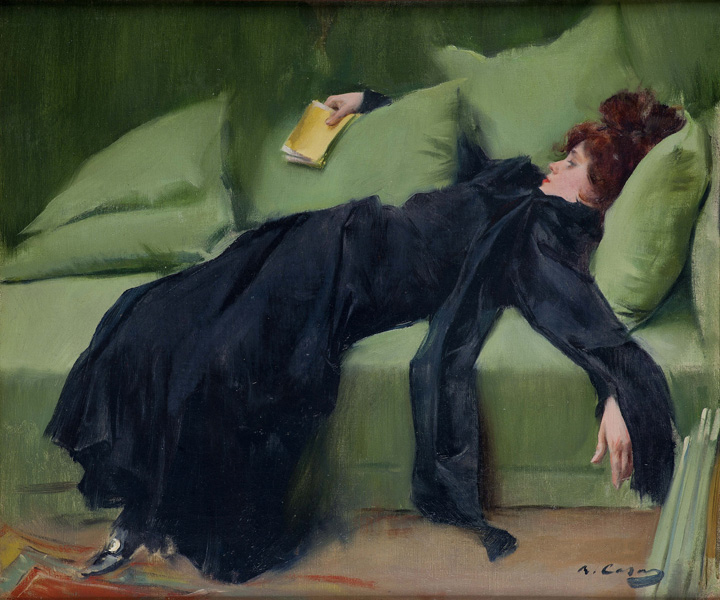
Jove decadent

### Cartellisme

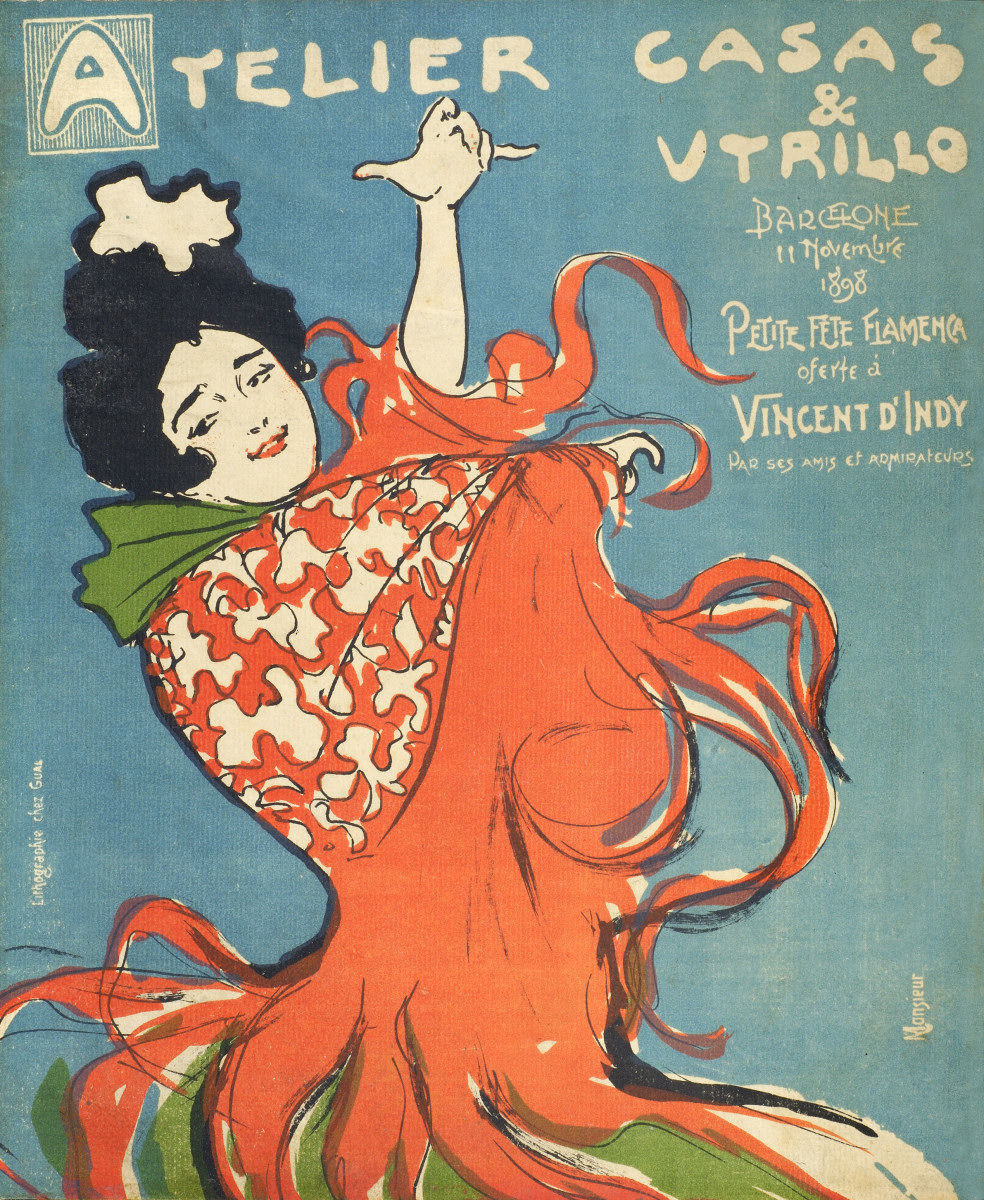
Atelier Casas & Utrillo. Petite fête flamenca oferte à Vincent d'Indy par ses amis et admirateurs, conservat al MAE

- 1897: "Modas de Apolonia Castañeda"
- 1898: "Atelier Casas & Utrillo", "Transparentes y Objetos Artísticos" y "Fabricación de Silicatos M. Fuster" 29x64 cm, Centre de Documentació i Museu de les Arts Escèniques, ca 1898. "Anís del Mono", "Codorniu".
- 1899: "Renaud Germain. Perfumería Fina y Jabones" Puchinel·lis 4 gats, 54x39 cm, Centre de Documentació i Museu de les Arts Escèniques,
- 1900: "Sífilis" (para el Sanatorio de sifilíticos del Dr. Abreu), "Hispania, Literatura y Arte, Crónicas Quincenales", "Papier a cigarretes Job" y "Fabra-Barcelona. Los mejores hilos y algodones"
- 1901: "Auto-Garage Central. Consejo Ciento"
- 1902: "Antiquarum Artium Barcelonensis", "Hojas Selectas. Revista para todos" y "Enciclopedia Universal Ilustrada J. Espasa" 70x48 cm, Centre de Documentació i Museu de les Arts Escèniques, 1902.
- 1904: "Agencia de Inquilanato"
- 1905: "Champagne Kola" y "Jabón Fluido Gorgot"
- 1908: "Jochs Florals de Barcelona. Festes del cinquantenari" y "Copa Catalunya Carrera Internacional de Voiturettes Barcelona Mayo 1908"
- 1910: "Vino Rioja Fino Rubí"
- 1916: "L'auca del Senyor Esteve" (obra teatral de Santiago Rusiñol presentada en el Teatro Victoria)
- 1929: "La tuberculosi amenaça la vida i riquesa de Catalunya" (precisamente él, en 1866, había superado dicha enfermedad)
- 1937: "Ajut Infantil de Reraguarda. Espera els vostres donatius"
- Sense data: "Aperitivo Rossi" y "Decoración de habitaciones" (para el mobiliario de José Ribas)

### Dibuix
- Retrat de Maurici Vilomara, carbó, 74,5x61 cm, Centre de Documentació i Museu de les Arts Escèniques
- Retrat de Francesc Soler i Rovirosa, carbó, 74,5x61 cm, Centre de Documentació i Museu de les Arts Escèniques
- Retrat d'Enric Borràs en "El ferrer de tall", carbó, 68,2x58,2 cm, Centre de Documentació i Museu de les Arts Escèniques
- Retrat de Teresa Mariani, carbó, 68,2x58,2 cm, Centre de Documentació i Museu de les Arts Escèniques
- Retrat de Luis Taboada, carbó, 52x40 cm, Centre de Documentació i Museu de les Arts Escèniques
- Retrat de Linares Rivas, carbó, 74,5x61 cm, Centre de Documentació i Museu de les Arts Escèniques
- Retrat de dona, carbó i color, 55,1x47,4 cm, Centre de Documentació i Museu de les Arts Escèniques
- Retrat de Marta Cazorla en la comèdia "El barber de Sevilla" del Teatre Íntim, carbó, 68x58,2 cm, Centre de Documentació i Museu de les Arts Escèniques
- Dibuix d'un personatge de l'òpera "Tosca", carbó, 78,5x54,8 cm, Centre de Documentació i Museu de les Arts Escèniques
- Retrat de Otojiro Kawakami, carbó, 48,2x33,3 cm, Centre de Documentació i Museu de les Arts Escèniques, 1902[27]
- Els adelantos del segle XX, aquarel·la, 13,5 x 13,5 cm (sèrie de 25 dibuixos), Museu d'Art de Sabadell[28][29]
- Senyora asseguda, llapis conté i pastel, 32,5 X 25 cm, Museu d'Art de Sabadell[30]

## Fons
El Centre de documentació i Museu de les Arts Escèniques conserva peces del treballs artístic del pintor. Hi podem trobar 11 retrats originals i cartells.